# Peter Renger
Peter Renger (* 11. Juni 1941) ist ein deutscher Politiker (CDU). Er war Oberbürgermeister der Stadt Halle (Saale) und 1990 kurzzeitig Mitglied des Landtages von Sachsen-Anhalt.
Peter Renger ist Mitglied der CDU. Bei der ersten freien Kommunalwahl nach der Wende 1990 wurde er zum Oberbürgermeister der Stadt Halle (Saale) gewählt. 1991 trat er nach Vorwürfen, Inoffizieller Mitarbeiter des Ministeriums für Staatssicherheit der DDR gewesen zu sein, zurück und Klaus Peter Rauen (CDU) wurde als Nachfolger gewählt.
Er wurde bei der ersten Landtagswahl in Sachsen-Anhalt 1990 im Wahlkreis 30 (Halle, Altstadt I) in den Landtag gewählt. Am 1. November 1990 legte er sein Mandat nieder. Nachrücker wurde Wolfgang Braun.